# Condor A350
La Condor A350 fue una motocicleta militar suiza producida en la década de 1970.

## Historia de la Condor
En 1893, Edouard Scheffer y Victor Donzelot fabricaron su primera motocicleta para las Fuerzas Armadas Suizas en su nueva fábrica, bajo el nombre de Sheffer Freres. En 1899, la compañía eligió un logotipo que representaba al cóndor, el gran pájaro de los Andes. Posteriormente, la fábrica pasó a llamarse Condor-Werke AG. Hasta la década de 1990, produjeron motocicletas civiles, pero con mayor frecuencia motocicletas gubernamentales. Algunos motores se fabricaron internamente, pero el último motor producido en Suiza se fabricó a principios de la década de 1960.

## El motor de la A350
En 1967, el exitoso motor 350 Scrambler de Ducati fue seleccionado para su uso en la nueva motocicleta militar suiza. Inicialmente, los planes eran importar solo el bloque motor, pero posteriormente se decidió importar el motor completo, aunque se le realizaron algunas modificaciones en Suiza. El puerto de escape y el conjunto se hicieron más robustos. El tubo de escape y el silenciador de acero se fabricaron para un funcionamiento casi silencioso, y todo el conjunto estaba recubierto de aluminio. El tapón de llenado de aceite se cambió por un tubo más largo para facilitar el llenado. La compresión se redujo a 8,2:1 para que la moto pudiera funcionar con combustible de baja calidad. El resultado fue un motor fiable que rendía tan solo 16,6 CV y permitía alcanzar una velocidad de unos 112 km/h. El filtro de aceite se situó de manera que fuese fácilmente reemplazable.

## Chasis
Las horquillas eran de origen Marzocchi. Los primeros modelos llevaban amortiguadores traseros Marzocchi, pero las unidades posteriores incorporaron unos de la marca Konis. Las ruedas y los frenos de tambor de 200 mm eran suministrados por Grimeca, adecuados para su uso en los Alpes. Ambas llantas eran iguales, pero el neumático delantero era de 3,25 x 18" y el trasero de 3,50 x 18". El faro y algunos otros componentes eléctricos fueron suministrados por Bosch. Una diferencia importante entre la moto suiza y la italiana era el soporte de goma del motor, muy diferente del diseño de la barra de refuerzo. Era más pesada, pero mucho más suave para el conductor. Una peculiaridad es que el chasis tenía una orejeta para un caballete lateral estándar de Ducati, pero la fábrica nunca lo suministró.

## Accesorios
La A350 venía con alforjas de cuero y algunos accesorios militares inusuales. Uno de ellos es la luz de conducción nocturna enmascarada y el otro son los soportes para dos rifles de asalto Stgw. 57. Las tapas laterales albergaban un filtro de aire grande, bombillas y fusibles de repuesto en un bloque de espuma, y el otro lado contenía un juego de herramientas, un candado, un cepillo de limpieza y gafas protectoras.

## Producción
Condor fabricó 500 unidades de la A350 en 1973 y, cuando finalizó la producción en 1978, se había fabricado un total de 3000 motocicletas.